# Giovanni Leone
Giovanni Leone (Napoli, 3 novembre 1908 – Roma, 9 novembre 2001) è stato un politico, avvocato e giurista italiano, 6º Presidente della Repubblica Italiana dal 1971 al 1978.
Insegnante di procedura penale dal 1936, entrò in politica nel 1944 aderendo alla Democrazia Cristiana. Eletto all'Assemblea Costituente nel 1946, fu presidente della Camera dei deputati dal 1955 al 1963. Presiedette due brevi governi nel 1963 (Governo Leone I) e nel 1968 (Governo Leone II). Nominato senatore a vita nel 1967 dal presidente Saragat, il 24 dicembre 1971 fu eletto presidente della Repubblica.
Come capo dello Stato conferì l'incarico a tre presidenti del Consiglio dei ministri: Giulio Andreotti (1972-1973 e 1976-1979), Mariano Rumor (1973-1974) e Aldo Moro (1974-1976). Nominò senatore a vita Amintore Fanfani (1972), e nominò quattro Giudici della Corte costituzionale: Edoardo Volterra e Guido Astuti nel 1973, Livio Paladin nel 1977 e Antonio La Pergola nel 1978. Leone fu il primo Capo dello Stato a procedere allo scioglimento anticipato delle Camere, nel 1972 e una seconda volta nel 1976. Si dimise in anticipo di sei mesi rispetto alla scadenza del mandato, in seguito a campagne di stampa secondo cui sarebbe stato coinvolto nello scandalo Lockheed, rispetto al quale fu in seguito riconosciuta la sua completa estraneità.

## Biografia

### Giovinezza e istruzione
Giovanni Leone nacque a Napoli il 3 novembre 1908, figlio di Mauro Leone, facoltoso avvocato del foro di Napoli, oltreché fondatore del Partito Popolare Italiano in Campania, e di Maria Gioffredi, originari entrambi di Pomigliano d'Arco, nell'allora provincia di Napoli. Frequenta il liceo classico Vescovile di Nola. Fu fratello maggiore di Carlo Leone, che come lui, fu attivo politicamente nella DC, fino a essere Presidente della regione Campania. Deciso a calcare le orme del padre nella professione forense, studiò sotto la tutela di Eduardo Massari. Nel 1929, a soli 21 anni d'età, consegue la laurea in giurisprudenza e, l'anno successivo, quella in scienze politiche. Dopo la conclusione degli studi universitari, Leone è presidente del circolo napoletano della Federazione Universitaria Cattolica Italiana nel biennio 1931-1932, compiendo poi i primi passi nella carriera legale presso lo studio dell'avvocato Enrico De Nicola, a cui succederà, venticinque anni dopo, nella carica di Presidente della Repubblica.

### Carriera universitaria
Nel 1933 consegue la libera docenza in diritto e procedura penale presso la facoltà di giurisprudenza dell'Università di Camerino e nel 1935 è vincitore assoluto del concorso per la cattedra a professore ordinario. Insegna poi tra il 1935 e il 1940 presso l'Università di Messina e tra il 1940 e il 1948 in quella di Bari, dove fra i suoi assistenti figura un giovane Aldo Moro. Fa parte della commissione incaricata di redigere il Codice della navigazione del 1942, occupandosi in particolare della parte, tuttora in vigore, relativa alle norme penali, quasi completamente ideata e redatta da lui.
Contemporaneamente, Leone è arruolato come ufficiale ausiliario della giustizia militare ed è giudice del tribunale militare di Napoli, con il grado di tenente colonnello. Il 10 settembre 1943, con i tedeschi alle porte del capoluogo campano, emana e fa eseguire, insieme ad altri colleghi, l'ordine di scarcerazione per 49 militanti antifascisti, detenuti nel carcere di Poggioreale, sottraendoli alla cattura e alla rappresaglia tedesca. Per tale azione coraggiosa, nel 1998, gli sarà tributato un encomio solenne.

### Matrimonio
Nel 1945 conosce la casertana Vittoria Michitto, figlia di un noto medico e discendente di uno dei progettisti dei giardini all'inglese della Reggia di Caserta, che sposerà un anno dopo.

### Attività forense
Svolge un'intensa attività di avvocato, tranne che nel periodo della Presidenza della Repubblica. Nel 1956 difende Bruno Milanesi, futuro sindaco di Napoli, accusato di alto tradimento per aver venduto materiale militare inefficiente; Leone riesce a far dichiarare incompetente il tribunale militare e a trasferire la causa al tribunale civile, che assolve il suo cliente.
Nel 1963 è il capo del collegio degli avvocati di difesa della società SADE, facente parte del gruppo Enel, responsabile del disastro del Vajont, che si conclude con l'assoluzione di cinque imputati e di sole tre condanne con il minimo della pena. Con dieci miliardi di lire dell'Enel per i risarcimenti, tenta un accordo perché la questione passi da penale a civile, ma il giudice istruttore di Belluno, Mario Fabbri, evita ogni tipo di compromesso. Nei confronti dei superstiti, costituitisi parte civile e ai quali, in precedenza, aveva promesso giustizia, in veste di presidente del Consiglio, riesce a far accogliere dal tribunale la tesi della commorienza e fa risparmiare all'Enel miliardi di lire. La catastrofe fu attribuita solo a cause naturali e alla volontà di Dio, tanto che il giornale del suo partito, La Discussione, la chiamò "un misterioso atto di amore di Dio".
Nello stesso anno assiste il ministro Bernardo Mattarella nella querela per diffamazione contro Danilo Dolci e Franco Alasia, che lo avevano accusato di coinvolgimento con la mafia; il processo si conclude con la condanna dei diffamatori, rispettivamente a due anni e a un anno e sette mesi. Nel 1964 Leone rinuncia a difendere Claire Bebawi, implicata nell'omicidio di Via Lazio. Difende l'industriale Felice Riva, accusato del fallimento del cotonificio Vallesusa e riesce a far infliggere al suo assistito, nel periodo della sua difesa, soltanto la revoca dalle sue cariche, senza fargli scontare alcun giorno di carcere. Tra il 1969 e il 1972 è avvocato di parte civile della Banca Nazionale del lavoro nella causa per strage contro Pietro Valpreda. Sempre nel 1969, difende vittoriosamente Nino Rovelli, nella causa amministrativa intentata contro quest'ultimo dalla Cassa del Mezzogiorno, per impiego irregolare di fondi pubblici.
Nel frattempo, Leone prosegue la carriera universitaria all'ateneo di Napoli (1948-1956) e poi alla Sapienza di Roma (1956), concludendo nel 1972, con la cattedra di procedura penale e insegnando anche in altre università straniere. La sua produzione giuridica conta un numero imponente di pubblicazioni, tra le quali un trattato di diritto processuale penale in tre volumi e un manuale di diritto processuale penale su cui hanno studiato generazioni di studenti: l'ultima edizione risale al 1985.

### Carriera politica

#### Esordi e primi incarichi parlamentari

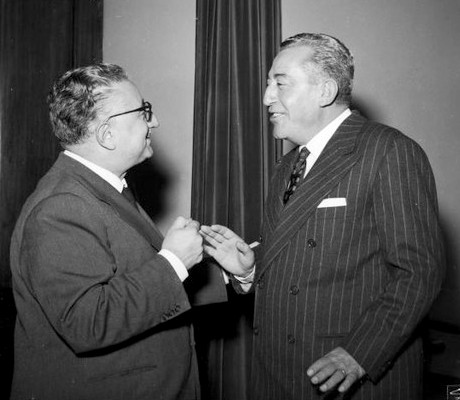
Leone e Angelo Vicari nel 1960

In gioventù, per poter esercitare la professione di docente universitario, Leone s'iscrisse al Partito Nazionale Fascista. Con la liberazione nel 1944, s'iscrisse alla Democrazia Cristiana e, nel 1945, fu eletto segretario politico del Comitato napoletano del partito. Il 2 giugno 1946 fu eletto all'Assemblea Costituente per il XXII collegio Napoli-Caserta. Fu chiamato a far parte della "commissione dei Settantacinque" che redasse il testo preliminare della Costituzione, contribuendo in modo incisivo alla formulazione delle norme in materia di libertà personale e di azione penale.
Nel 1948 Leone fu eletto per la prima volta alla Camera dei deputati. Rieletto a Montecitorio anche nella II, III e IV legislatura, lasciò la Camera dei Deputati il 27 agosto 1967 quando fu nominato senatore a vita dal presidente Giuseppe Saragat. Vicepresidente dal 24 maggio 1950 al 10 maggio 1955, fu relatore della "novella" del codice di procedura penale del 1930, contribuendo in modo determinante alla formulazione definitiva dell'articolato. Le nuove norme, che andarono a sostituire più di un terzo del testo originario varato da Alfredo Rocco nel 1930, sono rimaste in gran parte in vigore fino all'approvazione del nuovo codice di procedura penale nel 1989.
Il 10 maggio 1955 fu eletto presidente della Camera in sostituzione di Giovanni Gronchi, neopresidente della Repubblica. Rimarrà alla guida di Montecitorio fino al 26 giugno 1963, quando si dimise per assumere per la prima volta le funzioni di presidente del Consiglio dei ministri.

#### Presidente del Consiglio dei ministri

Giovanni Leone, allora presidente del Consiglio, visita i luoghi colpiti dal disastro del Vajont, il 10 ottobre 1963

Il 16 maggio 1963, il presidente del Consiglio Amintore Fanfani, in seguito all'insuccesso del suo partito, la DC, alle elezioni politiche, rassegnò le dimissioni. L'incarico venne affidato al segretario democristiano Aldo Moro, intenzionato a varare un nuovo governo DC-PRI-PSDI appoggiato esternamente dal PSI, ma gli organi direttivi del Partito Socialista fecero mancare la ratifica dell'accordo programmatico già concordato con Nenni e lo statista pugliese fu costretto a rinunciare.
Il presidente Segni, allora, conferì l'incarico di formare il nuovo governo a Giovanni Leone, specificando che, in caso di ulteriore fallimento, avrebbe sciolto il neoeletto Parlamento e indetto altre elezioni. Leone riuscì a costituire un monocolore DC di respiro transitorio, per tale motivo detto dalla stampa "balneare", con l'appoggio esterno di PRI, PSDI e PSI. Il primo governo Leone durò dal 21 giugno al 4 dicembre 1963, quando, con l'approvazione della legge di bilancio, che all'epoca era prevista il 31 ottobre di ogni anno, l'uomo politico napoletano rassegnò le dimissioni, ritenendo che il suo compito, come indicato nelle dichiarazioni programmatiche di sei mesi prima, si fosse esaurito.
Alle elezioni del Presidente della Repubblica del 1964, Leone fu il candidato ufficiale della DC fino al quattordicesimo scrutinio, pur concorrendo contro una candidatura democristiana alternativa, quella di Amintore Fanfani, sempre più consistente. Preso atto di ciò il giurista napoletano ritirò per consentire al suo partito l'esplorazione di soluzioni differenti, che portarono poi all'elezione di Giuseppe Saragat. La scelta di quest'ultimo di nominarlo senatore a vita, nel 1967, può essere interpretata come un gesto elegante di riconoscenza nei suoi confronti.
Anche le elezioni politiche del 1968 si rivelarono un insuccesso per la Democrazia Cristiana e, soprattutto, per il Partito Socialista Unificato. Saragat incaricò dapprima il segretario democristiano Mariano Rumor di effettuare un sondaggio esplorativo sulla possibilità di ricostituzione di un governo di centro-sinistra. Preso poi atto della decisione del PSU di non partecipare a una futura compagine governativa, il 24 giugno 1968, il Presidente conferì nuovamente a Giovanni Leone l'incarico di formare un governo monocolore, con la partecipazione dei soli democristiani. Leone accettò, ancora una volta per puro spirito di servizio, in attesa delle determinazioni del congresso del PSU, convocato per il mese di ottobre.
Il 1º luglio, in occasione del semestre italiano, Giovanni Leone, in qualità di capo del governo, assunse anche la Presidenza del Consiglio delle Comunità europee e, in tale incarico, si batté per l'abolizione dei dazi doganali nella Comunità europea.
Il 19 novembre successivo, in considerazione che i deliberati dei congressi del PSU e del PRI e degli organi direttivi della DC lasciavano intravedere buone possibilità di ritorno a una formula parlamentare di centro-sinistra per la formazione di un nuovo governo, Leone rassegnò le dimissioni nelle mani del presidente Saragat che, in seguitò, conferì l'incarico a Mariano Rumor, il quale riuscì a ricomporre una maggioranza di centro-sinistra.
Alla fine del 1970, giunse in Parlamento, per la sua approvazione, il disegno di legge sull'introduzione del divorzio in Italia, ma il fronte sociale e politico era fortemente diviso sull'argomento. Le forze laiche e liberali si erano fatte promotrici dell'iniziativa, con la presentazione del progetto a firma del socialista Loris Fortuna e del liberale Antonio Baslini e potevano disporre di una ristretta maggioranza parlamentare; si prevedeva, peraltro, un tenace ostruzionismo da parte delle forze antidivorziste che avrebbe condotto a una divisione tra schieramenti contrapposti, con conseguenze anche sulla maggioranza governativa, composta da cattolici (DC) e laici (socialisti, socialdemocratici e repubblicani). Giovanni Leone si assunse il compito di una difficile mediazione tra le parti, riuscendo a far accogliere una serie di emendamenti che condussero, in breve tempo, all'approvazione della legge il 1º dicembre 1970.

#### Presidente della Repubblica

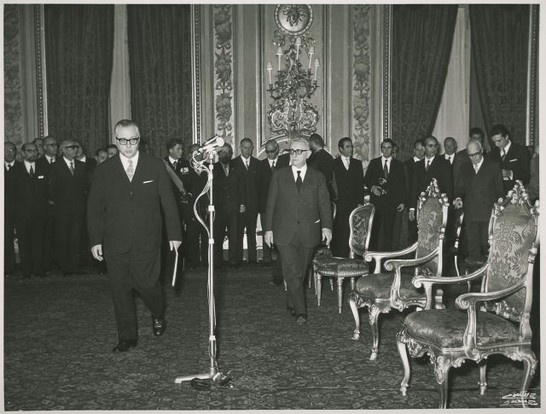
Giuramento e insediamento del presidente della Repubblica Giovanni Leone, 29 dicembre 1971

Alle elezioni del 1971, il candidato ufficiale della DC era, stavolta, il presidente del Senato Fanfani. Tale candidatura resse solo sei votazioni, nelle quali l'uomo politico toscano rimase sempre al di sotto, nei suffragi, a quelli del socialista De Martino. All'11º scrutinio, la DC ripropose nuovamente Fanfani, per poi prendere atto della debolezza della sua candidatura, per l'azione dei cosiddetti "franchi tiratori" del partito stesso, e ritirarla definitivamente. La situazione di stallo andò avanti sino al 22º scrutinio, quando fu trovato un accordo tra Democrazia Cristiana, PSDI, PLI e PRI per portare Leone al Quirinale. Tale accordo preludeva la formazione di una maggioranza alternativa a quella di centro-sinistra che sorreggeva il governo in carica di Emilio Colombo. Fu quindi una candidatura in chiave conservatrice, anche perché, nell'assemblea dei grandi elettori DC, prevalse di stretta misura su quella di Aldo Moro, che avrebbe rappresentato la continuità con la politica governativa dell'ultimo decennio. Anche Leone, tuttavia, non rimase immune dall'azione dei "franchi tiratori" e, infatti, mancò l'elezione al primo tentativo per un solo voto: 503, contro i 504 del quorum richiesto. Leone fu comunque eletto Capo dello Stato il 24 dicembre 1971 al ventitreesimo scrutinio, con 518 voti su 1008 "grandi elettori". Per il raggiungimento del quorum, furono determinanti i voti del Movimento Sociale Italiano.
Secondo autorevoli costituzionalisti, la presidenza Leone fu caratterizzata da una linea improntata all'indipendenza piena dai partiti e al rispetto scrupoloso delle istituzioni. Leone fu sempre rispettoso del dettato costituzionale e, nell'avvalersi delle sue prerogative, effettuò delle scelte del tutto aliene da impostazioni ideologiche (ad esempio, nella nomina dei giudici costituzionali optò per giuristi insigni di area politica del tutto antitetica a quella della DC come il romanista Edoardo Volterra e il costituzionalista Antonio La Pergola), talvolta in contrasto con la maggioranza parlamentare, come quando rinviò alle Camere la legge sul nuovo sistema elettorale del CSM, che il Parlamento riapprovò tal quale costringendolo alla promulgazione.

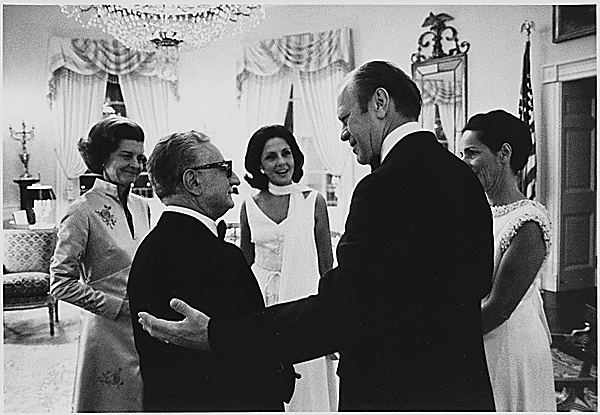
Giovanni Leone, allora presidente della Repubblica italiana, con il presidente USA Gerald Ford nel 1974

L'elezione di Leone, oltre a essere la più lunga della storia della Repubblica Italiana, segnò la fine della prima fase dell'esperienza di centro-sinistra, configurando una maggioranza di centro con l'appoggio esterno di una parte della destra. Per tale motivo, all'inizio del nuovo anno, i ministri del PRI rassegnarono le dimissioni, seguite da quelle del presidente del Consiglio il 15 gennaio 1972. Dopo il fallimento del tentativo di composizione di un nuovo governo, anche monocolore, da parte dello stesso Colombo, il presidente Leone conferì l'incarico a Giulio Andreotti. Il primo governo Andreotti, formato da soli democristiani, tuttavia, non riuscì a ottenere la fiducia alla Camera dei deputati e si dimise il 28 febbraio successivo. Di fronte alla gravità della crisi politica, Leone esercitò il potere di scioglimento anticipato del Parlamento per la prima volta dall'avvento della Repubblica. Contemporaneamente, promulgò il decreto di rinvio del referendum sul divorzio, previsto per la primavera dello stesso anno.
Le elezioni politiche del 1972 confermarono la consistenza dei partiti principali in Parlamento, salvo un incremento del PRI e del MSI e l'uscita di scena del PSIUP. Di conseguenza, Leone reiterò l'incarico a Giulio Andreotti che riuscì a comporre un nuovo governo appoggiato, per la prima volta dal 1957, da una maggioranza di centro, la stessa che, sei mesi prima, aveva portato all'elezione di Leone. Tale esperienza durò soltanto un anno, sino alle dimissioni rassegnate dal presidente del Consiglio nel giugno del 1973 a causa, ufficialmente, del ritiro dell'appoggio esterno da parte del Partito Repubblicano. In realtà, a seguito del "patto di Palazzo Giustiniani" tra i due "cavalli di razza" della DC, Amintore Fanfani e Aldo Moro, il XII Congresso nazionale del partito di maggioranza relativa aveva approvato un documento in cui si proponeva il ritorno alla formula di centro-sinistra.
La seconda fase dell'esperienza di centro-sinistra in Italia durò circa tre anni (1973-1976), durante i quali il presidente Leone conferì l'incarico per la formazione di ben quattro compagini governative: quarto e quinto governo Rumor, quarto e quinto governo Moro. Nelle ultime due, tuttavia, i due partiti socialisti accordarono soltanto l'appoggio esterno.
Il 15 ottobre 1975 Leone inviò un articolato messaggio alle Camere, nel quale si metteva in risalto la crisi delle istituzioni italiane in termini volutamente giuridici e non politici, sostenendo peraltro che la soluzione poteva essere trovata nella Costituzione della Repubblica e nell'attuazione delle sue parti tuttora inapplicate; auspicava, inoltre, che fosse previsto, con legge costituzionale, il divieto di rielezione del Presidente della Repubblica, la riduzione da sette a cinque anni del mandato presidenziale e l'abolizione del semestre bianco. Il messaggio, tuttavia, fu accolto con freddezza e fu soltanto letto, senza procedere a un dibattito in aula sui suoi contenuti. Solo da ex presidente, dieci anni dopo, Leone scelse di dolersene pubblicamente, definendola una vera e propria "cestinazione".

#### Controversie e dimissioni
L'elezione di Leone era stato il frutto di precari equilibri politici anche interni al suo stesso partito e, comunque, espressione di una maggioranza di centro appoggiata dalla destra che, a metà degli anni settanta, era stata accantonata e considerata ormai improponibile. Per cui si scatenò presto contro di lui una diffusa ostilità da parte della sinistra e anche la stessa DC fu assai flebile nel difenderlo dinanzi alle critiche virulente che gli vennero rivolte.
In una prima fase, gli furono rimproverate cadute di stile e fu tacciato d'inadeguatezza al ruolo presidenziale. In seguito, si passò al tentativo di coinvolgere Leone nel discredito e nel malgoverno della cosa pubblica: sul periodico OP di Mino Pecorelli, giornalista d'assalto poi risultato nella lista degli appartenenti alla loggia massonica P2, gli si addebitarono amicizie discutibili negli ambienti della finanza d'assalto e comparvero alcune illazioni sulla vita privata della moglie Vittoria, sulla base di un falso dossier del generale De Lorenzo.

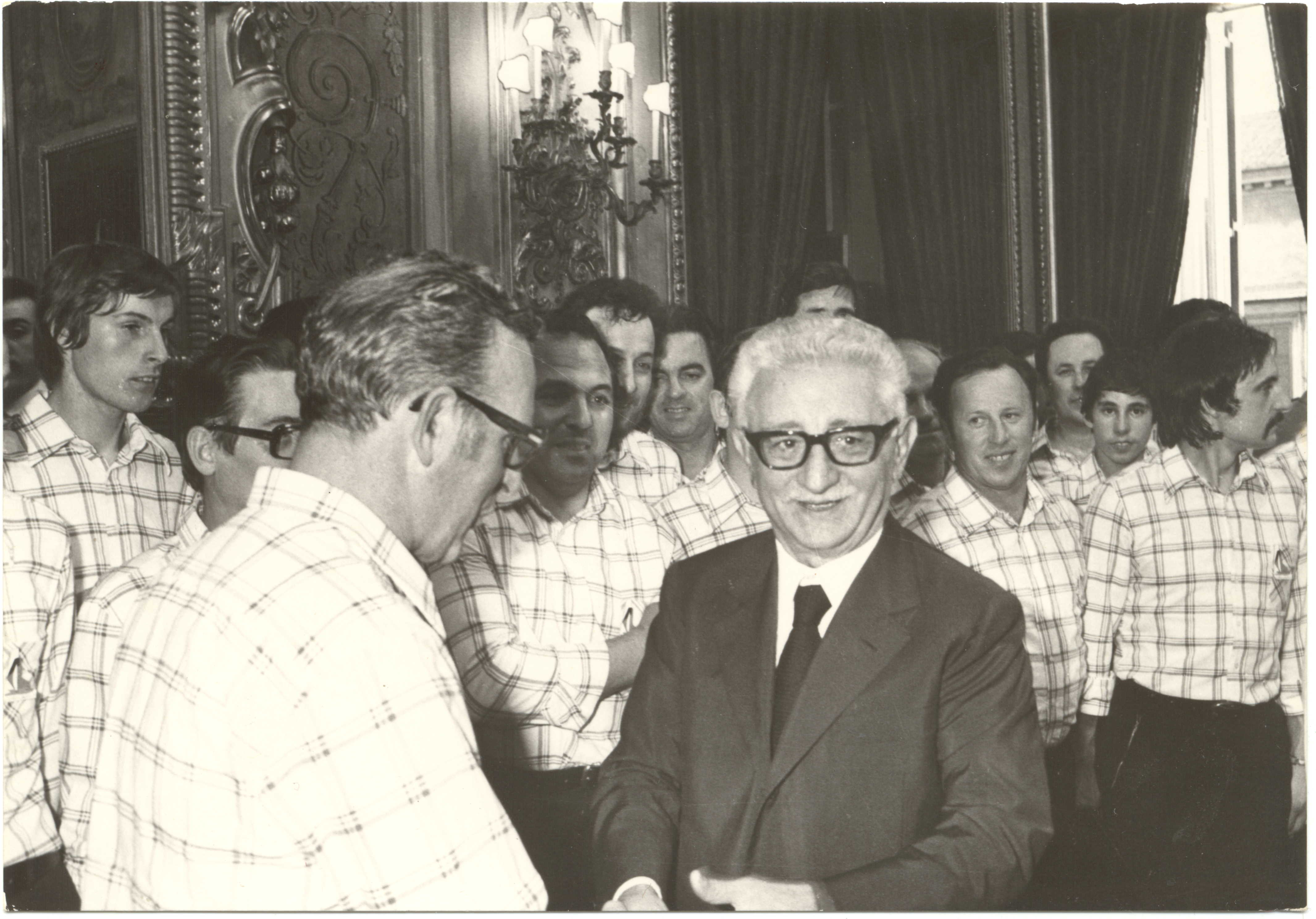
Giovanni Leone nel 1976

Nella primavera del 1976, il presidente della Repubblica Giovanni Leone fu accusato di essere lui stesso il personaggio chiave attorno al quale ruotava lo scandalo Lockheed, illeciti nell'acquisto da parte dello Stato italiano di velivoli dagli USA, con il nome in codice Antelope Cobbler, insieme all'ex presidente del Consiglio Mariano Rumor. In un primo momento, Leone pensò di presentare spontaneamente le dimissioni, anche in coerenza con quanto rappresentato dal suo messaggio alle Camere: erano, infatti, già trascorsi cinque anni dalla sua elezione. In seguito, non essendo state provate le accuse, preferì soprassedere ma non poté impedire le dimissioni del governo monocolore guidato da Aldo Moro. Valutata, allora, l'inesistenza di una maggioranza parlamentare, il Presidente sciolse le Camere, per la seconda volta anticipatamente.
Le elezioni politiche del 20 giugno 1976 decretarono una forte avanzata del PCI, un arretramento del PSI ma anche un recupero della DC che continuò a essere il primo partito. I partiti dell'arco costituzionale, quindi, furono costretti ad avviare incontri di confronto programmatico che condussero, nel luglio 1976, alla formazione del terzo governo Andreotti, un monocolore democristiano che ottenne la fiducia del Parlamento con l'astensione di PCI, PSI, PSDI, PRI, PLI. Per la prima volta, dal 1947, il PCI non votò contro un governo della Repubblica.
Il 14 gennaio 1978, a seguito degli esiti di una riunione con i capigruppo parlamentari dei sei partiti della maggioranza, il terzo governo Andreotti si dimise. Dopo una lunga trattativa programmatica, condotta personalmente dal presidente del Consiglio Nazionale della DC, Aldo Moro, l'11 marzo successivo si costituì un nuovo monocolore democristiano (quarto governo Andreotti), con l'appoggio esterno e non l'astensione di PSI, PSDI, PRI e del PCI che entrò quindi pienamente nella maggioranza. Cinque giorni dopo, in coincidenza con le dichiarazioni alle Camere del nuovo governo, le Brigate Rosse rapirono Aldo Moro, uccidendone gli uomini della scorta.
Nei giorni che seguirono, dal 16 marzo al 9 maggio 1978, Leone espresse la disponibilità a compiere il gesto umanitario di concedere la grazia alla brigatista Paola Besuschio, se ciò avesse potuto impedire l'assassinio dello statista democristiano. Nonostante le obiezioni provenienti dalla maggioranza, sembra che il Presidente fosse intenzionato a procedere comunque, ma non avesse fatto in tempo a sormontare il parere negativo del Governo: egli stesso, dopo molti anni, dichiarò che "a delitto consumato mi convinsi che i brigatisti fossero al corrente di quel che stava maturando e, non volendo la liberazione di Moro, avessero affrettato quella mattina l'assassinio".
Immediatamente dopo il rapimento e l'assassinio del presidente della DC, le polemiche contro il Capo dello Stato ripresero in maniera più virulenta. Leone e i suoi familiari si trovarono al centro di attacchi violentissimi e insistenti, mossi soprattutto dal Partito Radicale di Marco Pannella e dal settimanale L'Espresso. Essi erano stati riversati nel libro Giovanni Leone: la carriera di un Presidente, che la giornalista Camilla Cederna, nei primi mesi del 1978, pubblicò per Feltrinelli. Ancora una volta, a questo pamphlet su presunte irregolarità commesse dal presidente e dai suoi familiari, la Democrazia Cristiana non seppe reagire né consentì di reagire allo stesso Presidente della Repubblica: il guardasigilli del quarto governo Andreotti, Francesco Paolo Bonifacio, più volte sollecitato dal Quirinale, rifiutò di accordare la necessaria autorizzazione a procedere penalmente contro l'autrice per oltraggio al Capo dello Stato. L'ultimo atto fu la richiesta di dimissioni presentata dalla Direzione dell'allora PCI.
Giovanni Leone "cercò di difendersi dalle accuse che montavano contro di lui e la mattina del 15 giugno 1978, il giorno delle dimissioni, predispose un'intervista da diramare tramite l'ANSA. Il segretario della DC Zaccagnini e il presidente del Consiglio Andreotti sarebbero stati messi a conoscenza del testo dell'intervista prima di renderlo pubblico. (...) Una copia del testo venne recapitata anche alla sede del PCI a Berlinguer. La reazione pressoché unanime emersa dalla lettura dell'intervista fu di desolazione. Sia i comunisti sia i democristiani decisero che l'intervista non poteva essere pubblicata. Leone fu costretto a ritirarla e venne invitato dal PCI a rassegnare le dimissioni". In effetti, Giovanni Leone si dimise da Presidente della Repubblica lo stesso giorno, con effetto immediato. L'annuncio venne dato in diretta TV da Leone alle ore 20:10 del 15 giugno 1978.
Le dimissioni avvennero 14 giorni prima dell'inizio del cosiddetto "semestre bianco", ossia il periodo durante il quale il Presidente della Repubblica non può sciogliere anticipatamente le Camere e con sei mesi e quindici giorni di anticipo rispetto alla scadenza del mandato. Lo stesso Leone, nell'intervista mancata, ricordava di essere stato "sempre critico per il semestre bianco"; in effetti, il rischio di dover tenere in vita la legislatura a ogni costo, per la giuridica impossibilità di scioglimento anticipato, era temuto da "alcune correnti della Democrazia Cristiana" e dalla segreteria del Partito Socialista.
Ne seguirono dapprima la supplenza del presidente del Senato Amintore Fanfani, e in seguito le nuove elezioni presidenziali che portarono al Quirinale Sandro Pertini.

#### Attività parlamentare di senatore a vita e riabilitazione

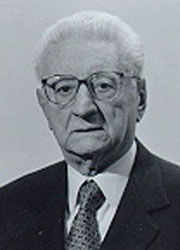
Giovanni Leone nel 1996

Fino al giorno delle sue dimissioni, Leone preferì non rispondere pubblicamente di tutto quello che era successo. Furono soltanto i suoi figli a sporgere querela, per i fatti a loro ascritti. La Cederna perse in tutti e tre i gradi di giudizio: fu condannata per diffamazione e a lei e al suo giornale, L'Espresso, fu inflitta una multa elevata, il libro della Cederna fu ritirato dal commercio e le copie rimaste distrutte.
A seguito delle dimissioni Leone fece ritorno al Senato in quanto senatore di diritto e a vita, iscrivendosi al gruppo misto.
Salvo una controversia sui limiti del "potere di esternazione" del Capo dello Stato, si attenne a una concezione prevalentemente parlamentare del suo ruolo di senatore a vita.
Prese parte con assiduità ai lavori della commissione Giustizia, battendosi soprattutto perché il nuovo codice di procedura penale non fosse redatto nella forma entrata in vigore nel 1989 e affinché la legge sulla violenza sessuale del 1996 non modificasse le vecchie fattispecie del codice penale del 1930, il codice Rocco che da giovane docente Leone aveva visto nascere, fino a ipotizzare, con una lettera sul settimanale Famiglia Cristiana, il referendum abrogativo della nuova legge.
Nel 1994 votò la fiducia al Governo Berlusconi e fece lo stesso nel 1996 con il primo Governo di Romano Prodi. Al contrario, non sostenne il Governo D'Alema I.
In occasione del suo novantesimo compleanno, il 3 novembre 1998, fu promosso dalla presidenza del Senato un convegno in suo onore a Palazzo Giustiniani al quale, oltre al presidente della Repubblica in carica Oscar Luigi Scalfaro e a numerose personalità, presero parte alcuni esponenti dell'ex PCI, fra i quali il futuro presidente della Repubblica Giorgio Napolitano. Prima della manifestazione, Marco Pannella ed Emma Bonino andarono a stringere la mano all'anziano ex presidente della Repubblica e a scusarsi pubblicamente per gli attacchi di vent'anni prima. I due esponenti radicali hanno poi reso pubblica una lettera nella quale essi, oltre a rendere omaggio a Leone, affermano:
(Lettera di scuse di Marco Pannella ed Emma Bonino a Giovanni Leone in occasione del suo novantesimo compleanno.)
E inoltre:
(Lettera di scuse di Marco Pannella ed Emma Bonino a Giovanni Leone in occasione del suo novantesimo compleanno.)
Il 25 novembre 2006 il presidente della Repubblica Italiana Giorgio Napolitano affermò che, otto anni prima, dal Senato era stato espresso "il pieno riconoscimento della correttezza del suo operato".
Poche settimane prima di spegnersi all'età di 93 anni, a seguito del decreto del Presidente del Consiglio dei ministri del 25 settembre 2001, fu attribuito a Giovanni Leone il titolo onorifico di Presidente emerito della Repubblica, dignità di ordine protocollare che da allora spetta ex lege a tutti gli ex capi dello Stato in vita.
È morto a Roma il 9 novembre 2001 nella sua villa sulla Via Cassia, in località "Le Rughe", ed è sepolto nel Cimitero di Poggioreale, a Napoli.

## Discendenza

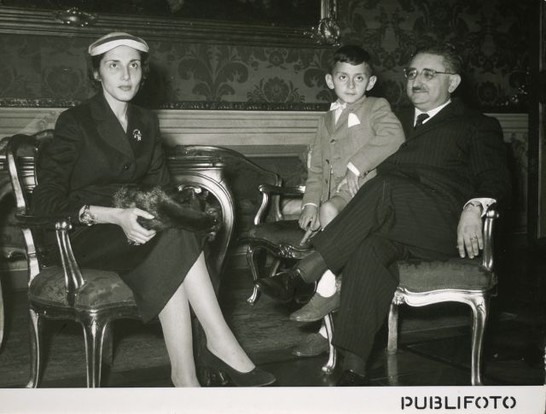
Giovanni Leone con la moglie Vittoria Michitto e il figlio Mauro, 1955

Il presidente Giovanni Leone e Vittoria Michitto ebbero quattro figli:
- Giulio, morto di difterite all'età di 5 anni[54];
- Mauro;
- Paolo;
- Giancarlo.

## Riferimenti nella cultura di massa
- Napoletano superstizioso, Leone fu immortalato dai fotografi mentre atteggiava le dita nel gesto delle corna, sia il 7 settembre 1973, durante la visita presidenziale all'ospedale di Napoli dove erano ricoverati i contagiati dell'epidemia di colera[55] sia, successivamente, in modo più ostentato, il 18 ottobre 1975, mentre reagiva con tale gesto alla contestazione studentesca dell'Università di Pisa che lo aveva accolto insultandolo[56][57].
- Nelle uscite ufficiali, il presidente Leone appariva sempre con al fianco la moglie Vittoria, più giovane e di bell'aspetto.
- Il cantautore napoletano Edoardo Bennato dedicò una canzone a Giovanni Leone, suo concittadino. La canzone s'intitola Uno buono ed è tratta dall'album I buoni e i cattivi, pubblicato nel 1974. Il testo assume un significato ironico.
- Nel 1977 Leone nominò cavaliere del lavoro Silvio Berlusconi, futuro presidente del Consiglio e fondatore di Forza Italia.
- Nel film del 2020 L'incredibile storia dell'Isola delle Rose, diretto da Sydney Sibilia, il personaggio di Giovanni Leone è interpretato da Luca Zingaretti.

## Opere principali
- Il Papato, conferenza tenuta in Pomigliano d'Arco il 29 Giugno 1927, Pomigliano D'Arco, 1927.
- La violazione degli obblighi di assistenza familiare nel nuovo codice penale, Napoli, Jovene, 1931.
- Del reato abituale, continuato e permanente, Napoli, Jovene, 1933.
- Sistema delle impugnazioni penali. Parte generale, Napoli, Jovene, 1935.
- Il reato aberrante. Art. 82 e 83 cod. pen., Napoli, Jovene, 1940.
- Lineamenti di diritto coloniale penale. Appunti alle lezioni, Milano, Giuffrè, 1942.
- La riforma nel campo penale, Roma, IRCE, 1943.
- Manuale per l'udienza penale, a cura di, Milano, Giuffrè, 1946.
- Lineamenti di diritto processuale penale, 2 voll., Napoli, Jovene, 1950.
- Manuale di procedura penale, Napoli, Jovene, 1960.
- Trattato di diritto processuale penale, 3 voll., Napoli, Jovene, 1961.
- Testimonianze, Milano, Mondadori, 1963.
- Cinque mesi a Palazzo Chigi, Milano, Mondadori, 1964.
- Intorno alla riforma del Codice di procedura penale. Raccolta di scritti, Milano, Giuffrè, 1964.
- Istituzioni di diritto processuale penale, 2 voll., Napoli, Jovene, 1965.
- Elementi di diritto e procedura penale, Napoli, Jovene, 1966.
- Diritto processuale penale, Napoli, Jovene, 1968.
- Manuale di diritto processuale penale, Napoli, Jovene, 1971.
- La società italiana e le sue istituzioni. Messaggi e discorsi 1971-1975, Milano, Mondadori, 1975.
- Il mio contributo alla Costituzione repubblicana, Roma, Cinque Lune, 1985.
- Scritti giuridici, 2 voll., Napoli, Jovene, 1987.
- Parole al vento. Discorsi tenuti al Senato durante la IX e X legislatura, Roma, Bardi, 1988.
- Interventi e studi sul processo penale, Napoli, Jovene, 1990, ISBN 88-243-0856-2.
- Attualità di Enrico De Nicola, Napoli, Jovene, 1996, ISBN 88-243-1195-4.

## Onorificenze

### Onorificenze italiane
Nella sua qualità di Presidente della Repubblica italiana è stato, dal 29 dicembre 1971 al 15 giugno 1978:
Personalmente è stato insignito di: